# 숄더 키보드
숄더 키보드(Shoulder Keyboard)는 건반 부분을 기타처럼 어깨 끈을 매달아 연주 할 수 있게 하는 악기의 총칭이다. 또한, 숄더 키보드는 일본어식 영어이며, 롤랜드와 영어권에서는 키타(Keytar)라고 한다.

## 설명
음원 일체형과 음원을 내장하지 않는 컨트롤러만의 기종으로 분류된다. 음원 부분은 일반 신시사이저와 같이 아날로그 음원, 디지털 음원의 기종이 있다. 컨트롤러만의 기종에서는, 미디(MIDI) 신호를 보내기 위한 건반과 스위치만이 장비된다. 따라서 본체만으로는 악기로서 음을 발생시킬 수 없다. 미디 케이블로(송신기로 무선화하는 일도 가능) 외부에 접속하는 미디 대응 음원 모듈에 접속해, 거기에서 음을 발생하는 구조로 되어 있다.

## 모델
- 데이비스(Davis)
  - Clavitar (1980)

- PMS
  - Syntar (1979)

- 롤랜드
  - AXIS (1985)
  - AX-1 (1992)
  - AX-7 (2001)
  - AX-Synth (2009)

- 라그(LAG) Innovart
  - Insecte (1988)
  - Circulaire 1 (Mad Max I) (1988)
  - Circulaire 2 (Mad Max II) (1990)
  - Le Key (2000)

- 로열렉스(Royalex)
  - Probe (1980)

- 링크(Lync)
  - LN4 (1988)
  - LN-1000 (1990)

- 모그
  - Liberation (1980)

- 시퀀셜 서키츠(Sequential Circuits)
  - Remote Prophet (1982)

- 카시오
  - AZ-1 (1986)

- 코르그
  - RK-100 (1984)
  - RK-100S (2014)

- 야마하
  - KX1 (1983)
  - KX5 (1984)
  - SHS-10 (1987)

- 알레시스
  - VORTEX (2012)

## 같이 보기
- MIDI
- 채프먼 스틱